# Stora Essingens IP
Stora Essingens IP är en idrottsplats på Stora Essingen inom Kungsholmens stadsdelsområde i Stockholm. Huvudentrén är från Essingestråket nr 7.

## Historik
Ett område för ”idrottsändamål” (Y) avsattes under 1930-talet i stadsplanerna för Stora Essingen. Stadsplaneraren Thure Bergentz reserverade ett stort område söder om Essingetorget i ett kvarter som ursprungligen kallades Dansbanan. I stadsdelens första stadsplan från 1923 hade dåvarande stadsplanedirektören Per Olof Hallman tänkt sig ett parkområde här, förmodligen med en framtida dansbana (därav kvartersnamnet).
Idrottsplatsen anlades under 1940-talet och blev en omtyckt mötesplats för Essingeborna och en plats för breddidrott främst för barn och unga. I början av 2000-talet uppfördes sex så kallade stadsradhus på idrottsplatsens nordvästra del. I samband med det upprustades även själva idrottsplatsen. Efter upprustningen har Stora Essinge IP en fullstor konstgräsplan, en mindre konstgräsplan, samt ytor för friidrott. I ett nybyggt klubbhus finns omklädningsrum och domarrum. Anläggningen har strålkastarbelysning.

## Bilder

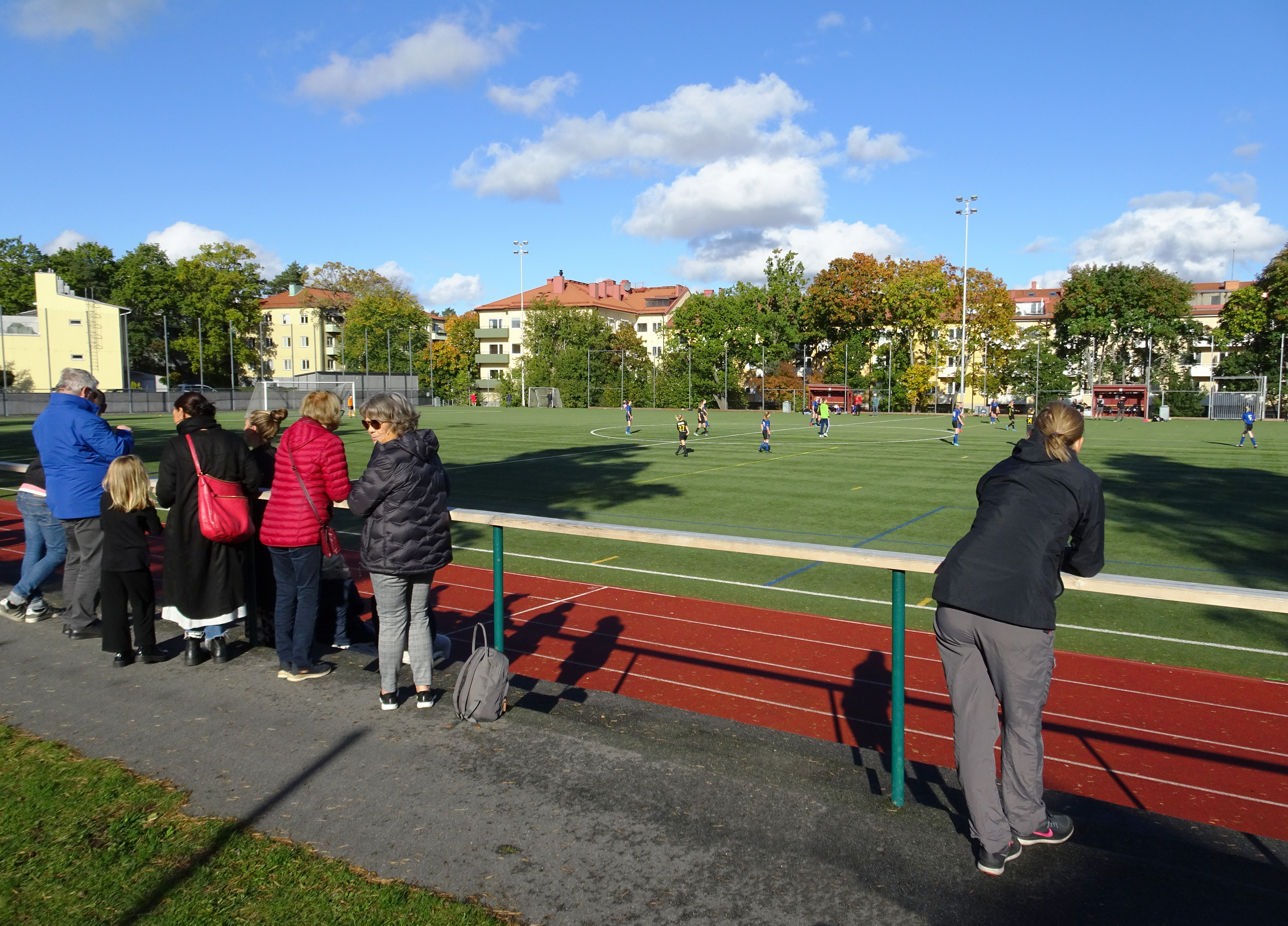
Vy mot sydväst.
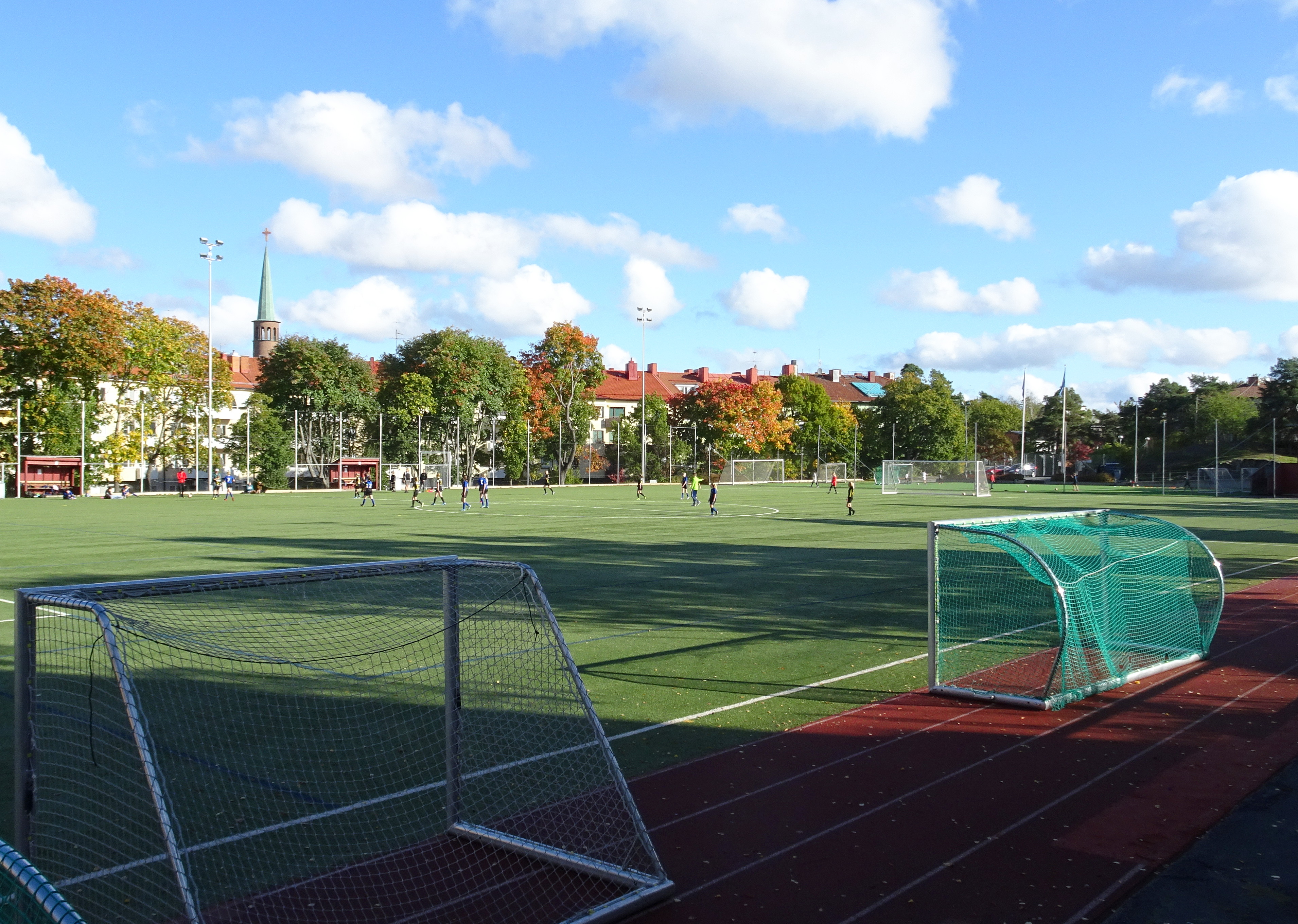
Vy mot nordost.
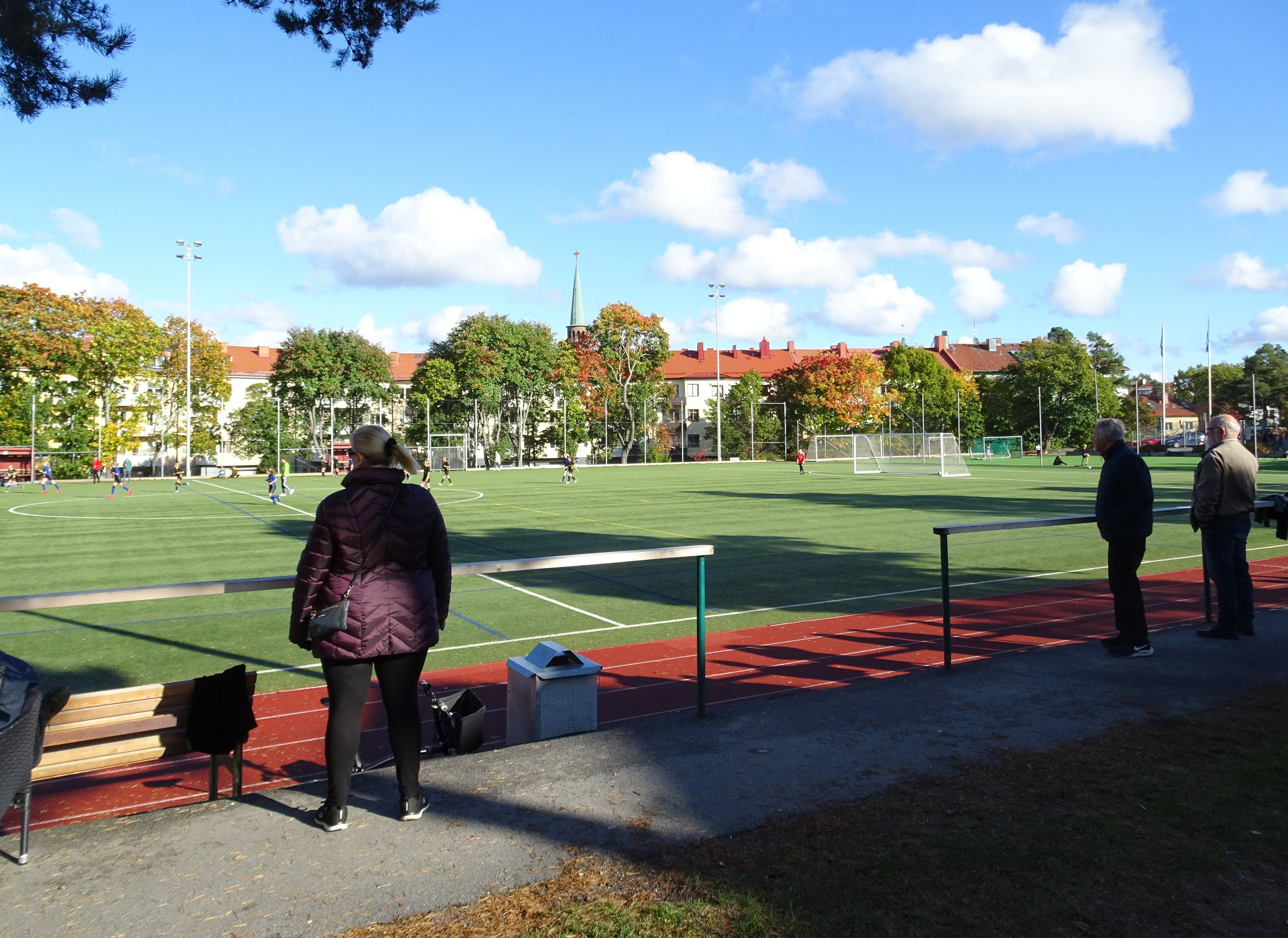
Vy mot nordost.
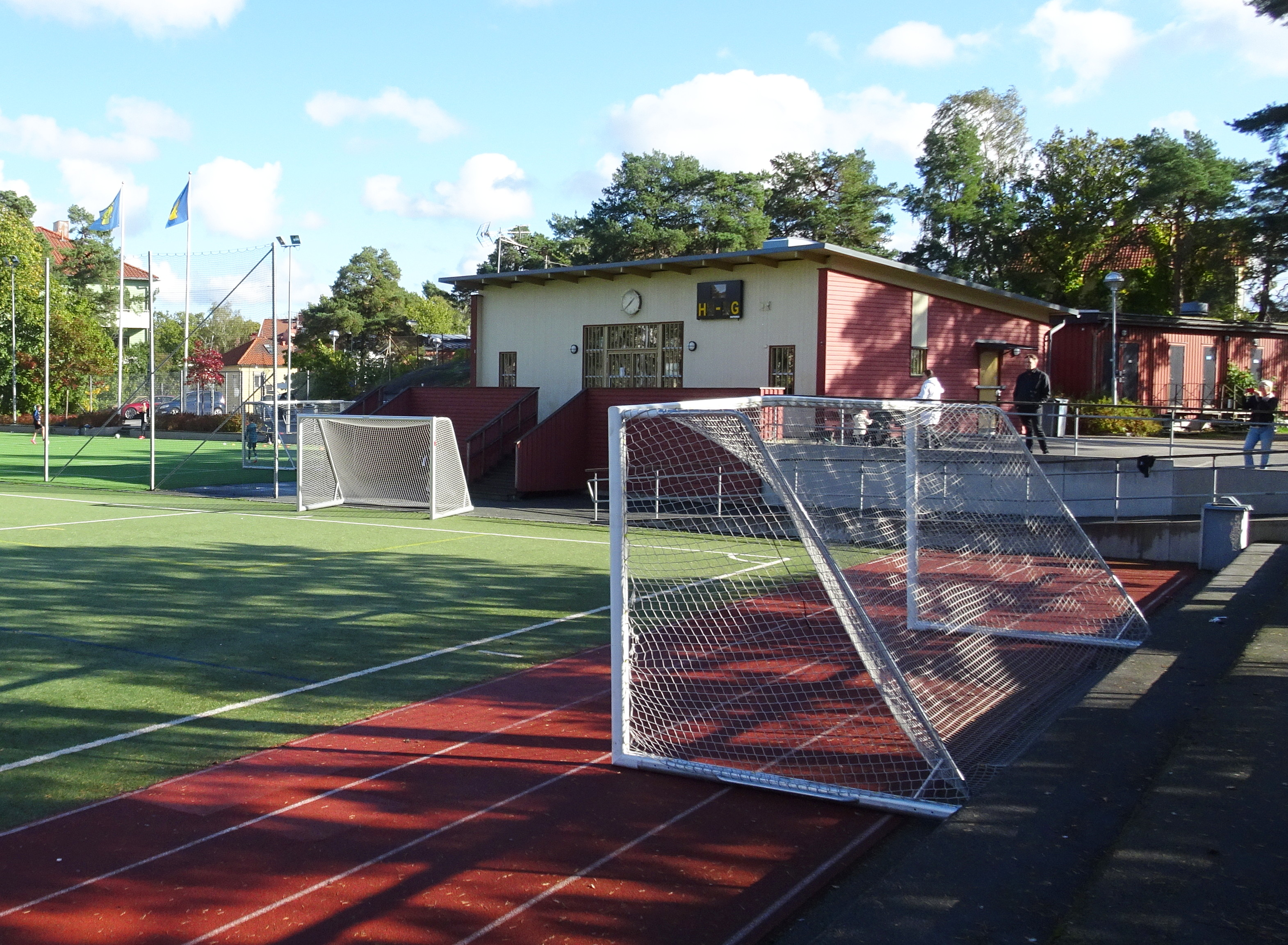
Klubbhuset.